# Erol Mutlu
Erol Mutlu (ur. 1 marca 1952) – turecki zapaśnik walczący w stylu klasycznym. Olimpijczyk z Montrealu 1976, gdzie zajął siódme miejsce w kategorii do 68 kg.
Brązowy medalista mistrzostw Europy w 1977; szósty w 1978. Wicemistrz igrzysk śródziemnomorskich w 1979 i trzeci w 1975 roku.